# Brewster (Nebraska)
Brewster település az Amerikai Egyesült Államok Nebraska államában, Blaine megyében, melynek megyeszékhelye is. Lakosainak száma 12 fő (2020. április 1.).

## Népesség
A település népességének változása:

| 2010 | 17 |
| 2020 | 12 |